# Dovilė Kilty

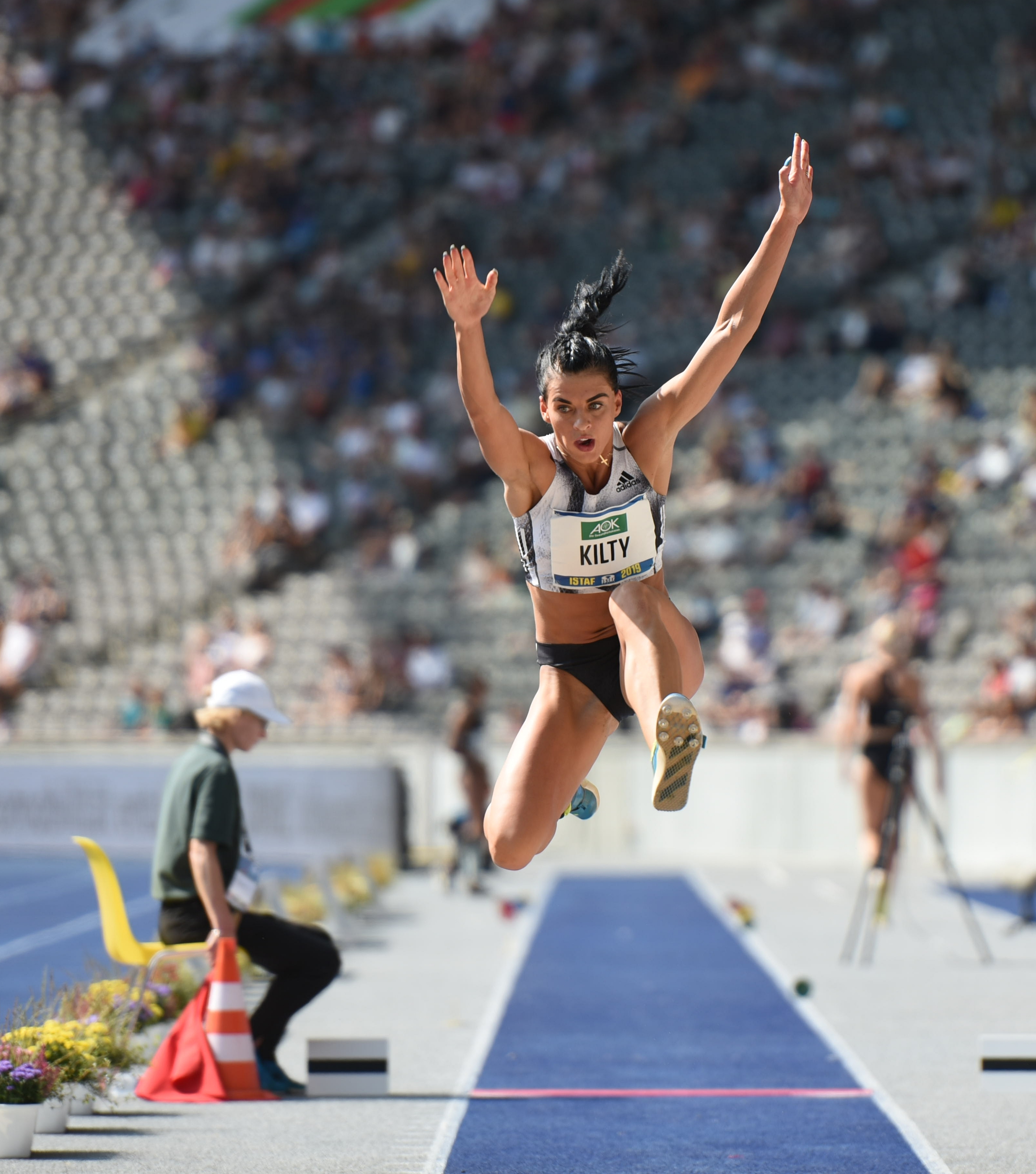
Kilty, 2019

Dovilė Kilty (z d. Dzindzaletaitė, ur. 14 lipca 1993 w Szawlach) – litewska lekkoatletka specjalizująca się w trójskoku.
W 2010 po zajęciu czwartego miejsca w eliminacjach kontynentalnych wystąpiła w igrzyskach olimpijskich młodzieży zajmując podczas tej imprezy pierwsze miejsce w finale B. Odpadła w eliminacjach mistrzostw Europy juniorów w Tallinnie (2011). Wicemistrzyni świata juniorek z 2012. W 2015 została młodzieżową mistrzynią Europy.
Złota medalistka mistrzostw Litwy oraz reprezentantka kraju na drużynowych mistrzostwach Europy.
Rekordy życiowe: stadion – 14,28 (10 sierpnia 2019, Sandnes); hala – 14,13 (8 lutego 2018, Madryt) rekord Litwy.
Zawodniczka jest związana z brytyjskim sprinterem Richardem Kilty’m. W marcu 2016 para ogłosiła, że spodziewa się dziecka.

## Osiągnięcia
| Rok  | Impreza                                               | Miejsce      | Pozycja               | Wynik |
| ---- | ----------------------------------------------------- | ------------ | --------------------- | ----- |
| 2010 | Kwalifikacje Europy do igrzysk olimpijskich młodzieży | Moskwa       | 4. miejsce            | 12,74 |
| 2010 | Igrzyska olimpijskie młodzieży                        | Singapur     | 1. miejsce w finale B | 12,40 |
| 2011 | Mistrzostwa Europy juniorów                           | Tallinn      | el. – 14. miejsce     | 12,32 |
| 2012 | Mistrzostwa świata juniorów                           | Barcelona    | 2. miejsce            | 14,17 |
| 2013 | Halowe mistrzostwa Europy                             | Göteborg     | el. – 14. miejsce     | 13,53 |
| 2013 | Młodzieżowe mistrzostwa Europy                        | Tampere      | 9. miejsce            | 13,11 |
| 2014 | Mistrzostwa Europy                                    | Zurych       | el. – 16. miejsce     | 13,44 |
| 2015 | Halowe mistrzostwa Europy                             | Praga        | el. – 16. miejsce     | 13,67 |
| 2015 | Młodzieżowe mistrzostwa Europy                        | Tallinn      | 1. miejsce            | 14,23 |
| 2015 | Mistrzostwa świata                                    | Pekin        | el. – 19. miejsce     | 13,58 |
| 2017 | II liga drużynowych mistrzostw Europy                 | Tel Awiw     | 2. miejsce            | 13,97 |
| 2017 | Mistrzostwa świata                                    | Londyn       | el. – 15. miejsce     | 13,97 |
| 2018 | Halowe mistrzostwa świata                             | Birmingham   | 12. miejsce           | 13,90 |
| 2018 | Mistrzostwa Europy                                    | Berlin       | el. – 23. miejsce     | 13,75 |
| 2019 | Halowe mistrzostwa Europy                             | Glasgow      | el. –                 | NM    |
| 2019 | I liga drużynowych mistrzostw Europy                  | Sandnes      | 1. miejsce            | 14,28 |
| 2019 | Mistrzostwa świata                                    | Doha         | el. – 14. miejsce     | 14,09 |
| 2021 | II liga drużynowych mistrzostw Europy                 | Stara Zagora | 3. miejsce            | 13,95 |
| 2022 | Mistrzostwa Europy                                    | Monachium    | 12. miejsce           | 13,27 |
| 2023 | Halowe mistrzostwa Europy                             | Stambuł      | 6. miejsce            | 13,92 |
| 2023 | Mistrzostwa świata                                    | Budapeszt    | el. – 20. miejsce     | 13,87 |
| 2024 | Halowe mistrzostwa świata                             | Glasgow      | 13. miejsce           | 13,46 |
| 2024 | Mistrzostwa Europy                                    | Rzym         | el. – 18. miejsce     | 13,69 |
| 2024 | Igrzyska olimpijskie                                  | Paryż        | el. – 25. miejsce     | 13,64 |
| 2025 | Halowe mistrzostwa Europy                             | Apeldoorn    | 4. miejsce            | 13,80 |
| 2025 | I dywizja drużynowych mistrzostw Europy               | Madryt       | 8. miejsce            | 13,46 |